# Lutzomyia battistinii
Lutzomyia battistinii är en tvåvingeart som först beskrevs av Hertig M. 1943.  Lutzomyia battistinii ingår i släktet Lutzomyia och familjen fjärilsmyggor.
Artens utbredningsområde är Peru. Inga underarter finns listade i Catalogue of Life.